# Tratado de Lyck
El Tratado de Lyck  lo firmaron Vitautas el Grande, luego gran duque de Lituania, y la Orden Teutónica, representada por Marquard von Salzbach, el komtur Arnold von Bürglen y Thomas, hijo del duque lituano Survila. Se rubricó el 19 de enero de 1390 en Lyck, ciudad del Estado monástico de los Caballeros Teutónicos, en la moderna Polonia. Vitautas accedió a entregar a la Orden la región de Samogitia hasta el río Nevėžis y hacerse su vasallo a cambio de obtener ayuda militar en la contienda que sostenía con su primo Jaguellón. En esencia Vitautas confirmó el anterior Tratado de Königsberg, que había suscrito con los Caballeros en el conflicto anterior. Como anteriormente se les había traicionado, los Caballeros en esta ocasión exigieron rehenes a Vitautas para asegurarse de que cumpliría lo que prometía. La Orden reclamó a los dos hermanos del lituano, Segismundo y Tautvilas, a su esposa Ana, a su hija Sofía, a su hermana Rymgajla, a su cuñado Iván Olshanski y a otros nobles.
Vitautas entabló negociaciones con la Orden tras fracasar en su intento por apoderarse de Vilna, capital del Gran Ducado de Lituania. Envió para representarlo a Marquard von Salzbach y al conde de Rheineck, dos caballeros que tenía cautivos desde 1384. El tratado se firmó en secreto para no alarmar a Jaguellón y a su hermano Skirgaila. Los Caballeros persuadieron a este de que estaban dispuestos a firmar la paz con él, y por ello regresó de Polotsk a Vilna para tratar con el enviado teutónico que esperaba encontrar allí.
El Tratado de Lyck se afianzó por el posterior de Königsberg de 1390, que suscribieron la Orden y una delegación samogitia, en la que los firmantes proclamaron su lealtad al «rey samogitio», Vitautas. Los Caballeros colaboraron efectivamente con este en su lucha contra Jaguellón, pero los primos terminaron por reconciliarse en 1392 (Acuerdo de Ostrów). Los Caballeros fueron traicionados nuevamente: Vitautas les incendió tres de sus castillos y no les entregó Samogitia. Siguieron guerreando hasta que se firmó el Tratado de Salynas de 1398, pero las disputas territoriales sobre Samogitia continuaron hasta la rúbrica del Tratado de Melno de 1422. 